# Величко, Филадельф Кириллович
Филаде́льф Кири́ллович Вели́чко (1833—1898) — русский генерал от инфантерии, участник Туркестанских походов.

## Биография
Родился в Полтавской губернии 30 августа (11 сентября) 1833 года; происходил из дворян Лубенского уезда. Воспитывался в Петровском Полтавском кадетском корпусе, откуда был выпущен 13 августа 1852 года прапорщиком в 18-ю артиллерийскую бригаду, с которой и принял участие в Восточной войне на Кавказском театре военных действий.
В 1859 году окончил Николаевскую академию Генерального штаба и в качестве офицера Генерального штаба, проходил службу при 7-й кавалерийской дивизии гренадерского корпуса (1860—1863), в штабах разных дивизий Московского и Туркестанского военных округов; во время нахождения в последнем округе принимал участие в походах против Кокандского и Бухарского ханств.
Был произведён 13 мая 1873 года в генерал-майоры с назначением состоять при Главном штабе; в 1875 году назначен управляющим делами мобилизационного комитета.
Во время русско-турецкой войны 1877—1878 гг. — командир отряда при переходе войск через Балканы, генерал-квартирмейстер штаба главнокомандующего. За боевые заслуги награждён Золотым оружием.
В 1881 году, с 7 июля Величко был назначен помощником начальника Главного штаба; 30 августа 1882 года был произведён в генерал-лейтенанты и назначен членом военно-учёного комитета и председателем хозяйственного комитета Главного штаба. В 1894 году назначен членом Военного совета; в 1896 году произведён в генералы от инфантерии.
Был женат; имел 2 детей.
Умер 19 (31) октября 1898 года.
Устроил на своей родине, в Лубнах, при местной гимназии, открытой в 1872 году, метеорологическую станцию,; по отзыву профессора Воейкова, ни одна гимназия не имела такой метеостанции.

## Награды
Кавалер двенадцати наград. Среди прочих наград Величко имел ордена Св. Станислава 1-й степени (1875), Св. Анны 1-й ст. (1876), Св. Владимира 2-й ст. (1878), Белого Орла (1885) и Св. Александра Невского (1892).
Из иностранных орденов имел: орден австрийской Железной короны 1-й ст. (1885), французского ордена Почётного легиона командорский крест (1886), бухарский орден Восходящей звезды 1-й ст. (1889) и с алмазами (1893), сербский орден Таковского креста 1-й ст. (1892).